# Maxime Clérin
Maxime Clérin, né le 16 février 1975 à Auxerre, est un kayakiste français pratiquant la descente.

## Carrière
Membre de l'équipe de France de descente de 1997 à 2005, Maxime Clérin est sacré champion d'Europe de descente en K1 classique et en K1 classique par équipe en 2001 à Valsesia. Il est également médaillé de bronze en K1 classique par équipe aux Championnats du monde de descente de canoë-kayak 2000 à Treignac puis médaillé d'argent dans la même épreuve aux Championnats du monde de descente de canoë-kayak 2004 à Garmisch.